# Administration des Chemins de Fer
Die Administration des Chemins de Fer (kurz ACF), zu deutsch Verwaltung der Eisenbahnen bzw. Eisenbahnverwaltung, ist eine Verwaltung, die dem Minister für Mobilität und öffentliche Arbeiten untersteht und die für die Organisation des Eisenbahnverkehrs in Luxemburg verantwortlich ist.
Die Administration des Chemins de Fer ist nationale Sicherheitsbehörde im Sinne der Europäischen Richtlinie 2016/798/EU und des Gesetzes vom 5. Februar 2021 über die Eisenbahnsicherheit.

## Aufgaben
Die ACF ist für folgende Aufgabenbereiche zuständig:
- Interoperabilität im Schienenverkehr
- Eisenbahnsicherheit
- Trassenvergabe an Eisenbahnunternehmen; dieser Tätigkeit wurde 2009 vom Verkehrsverbund (Communauté des transports) übernommen.

Der ACF obliegt die Wahrung der Sicherheit auf dem luxemburgischen Schienennetz. Sie erteilt Sicherheitsbescheinigungen (certificats de sécurité) an Eisenbahnunternehmen (entreprises ferroviaires), die Sicherheitsgenehmigung (agrément de sécurité) an den einzigen luxemburgischen Infrastrukturbetreiber (gestionnaire de l'infrastructure), die CFL, überwacht Aus- und Fortbildung des mit Sicherheitsaufgaben betrauten Personals der Eisenbahnunternehmen und des Infrastrukturbetreibers und ist zuständig für die Fahrzeugzulassung.